# Spitse wasplaat
De spitse wasplaat (Hygrocybe subglobispora) is een schimmel behorend tot de familie Hygrophoraceae. Hij leeft saprotroof in (matig) schrale graslanden en op dijkhellingen op vochtige tot droge, kalkhoudende klei of leem.

## Verspreiding
In Nederland komt de spitse wasplaat zeldzaam voor. Hij staat op de rode lijst in de categorie 'ernstig bedreigd'.